# Theodoros II. (papež)
Theodoros II. (koptsky Ⲡⲁⲡⲁ Ⲁⲃⲃⲁ Ⲑⲉⲟ́ⲇⲱⲣⲟⲥ ⲡⲓⲙⲁϩ ⲃ̅, arabsky البابا تواضروس الثاني‎ – Tavadros, * 4. listopadu 1952 Al-Mansúra) je 118. alexandrijský patriarcha a papež Koptské pravoslavné církve. Do úřadu byl zvolen 4. listopadu 2012 jako nástupce zemřelého koptského papeže Šenudy III., do úřadu nastoupil 18. listopadu 2012.

## Život
Ve svém civilním životě nejprve získal v roce 1975 titul z farmacie na Alexandrijské univerzitě a pak pracoval v oboru. V roce 1986 se stal mnichem ve Vádí Natrun, v roce 1989 se stal knězem a v roce 1997 biskupem.

## Vyznamenání
- velkostuha Řádu republiky – Egypt